# Іву Вієйра
Іву Вієйра (порт. Ivo Vieira, нар. 10 лютого 1976, Машіку) — португальський футболіст, що грав на позиції захисника за клуб «Насіунал». По завершенні ігрової кар'єри — тренер. З 2021 року очолює тренерський штаб команди «Фамалікан».

## Ігрова кар'єра
Народився 10 лютого 1976 року в місті Машіку. Вихованець юнацьких команд футбольних клубів «Машіку» та «Насіунал» (Фуншал).
У дорослому футболі дебютував 1994 року виступами за головну команду фуншальської команди, кольори якої і захищав протягом усієї своєї кар'єри гравця, що тривала одинадцять років. Більшість часу, проведеного у складі У складі, був основним гравцем команди, взявши участь у понад 200 іграх португальської першості.

## Кар'єра тренера
Завершивши 2004 року ігрову кар'єру, залишився у клубній структурі «Насіунала», ставши помічником головного тренера. Згодом тренував молодіжну команду клубу, а 2011 року був головним тренером основної команди.
Згодом протягом 2013–2016 років працював в іншому клубі з Фуншала, «Марітіму», де тренував другу команду, був асистентом і головним тренером основної команди.
Згодом у другій половині 2010-х очолював тренерські штаби клубів «Авеш», «Академіка», «Ештуріл-Прая»,  «Морейренсе» і «Віторії» (Гімарайнш).
Протягом 2020–2021 років працював у Саудівській Аравії з командою «Аль-Вахда» (Мекка), після чого повернувся на батьківщину, очоливши команду «Фамалікан».